# Aleuroplatus spina
Aleuroplatus spina là một loài côn trùng cánh nửa trong họ Aleyrodidae, phân họ Aleyrodinae.
Aleuroplatus spina được Singh miêu tả khoa học đầu tiên năm 1931.